# لینگ، سامرست
لینگ (به انگلیسی: Lyng) یک روستا و محله مدنی در بریتانیا است که در سژمور واقع شده‌است. لینگ ۳۳۸ نفر جمعیت دارد.